# Sylvester Douglas
Sylvester Douglas, né le 24 mai 1743 et mort le 2 mai 1823, est un avocat britannique, homme politique et mémorialiste. Il est secrétaire en chef pour l'Irlande entre 1793 et 1794.

## Famille
Il est le fils de John Douglas, descendant de James Douglas, ministre de Glenbervie à Aberdeenshire, fils de Sir Archibald Douglas et demi-frère de William Douglas (9e comte d'Angus). Sa mère est Margaret Gordon, fille et cohéritière de James Gordon, de Fechel. Il fait ses études à l'Université d'Aberdeen, obtient une maîtrise en 1765, puis étudie le droit et la médecine à l'Université de Leyde. Il est admis au Lincoln's Inn à Londres en 1771, puis au barreau en 1776 et devint conseil du roi en 1793.

## Carrière politique
En tant que Secrétaire en chef pour l'Irlande Douglas renonce à sa carrière juridique sous la direction de William Pitt le Jeune. En 1794, il est admis à la fois au Conseil privé britannique irlandais et élu à la Chambre des communes irlandaise pour St Canice poste qu'il occupe jusqu'en 1796. En 1795, il est élu à la Chambre des communes britannique pour Fowey. Il représente plus tard Midhurst entre 1796 et 1800 Plympton Erle entre 1801 et 1802  et Hastings entre 1802 et 1806.
On lui demande d'accompagner le comte Macartney au cap de Bonne-Espérance en 1796 et, après 18 mois là-bas, de lui succéder à titre de gouverneur. Son épouse n'aime pas l'idée et il décline l'offre, même si une pairie irlandaise avait également été proposée. En 1797, il est nommé Lord du trésor par Pitt. En 1800, on lui demande une seconde fois de se rendre au Cap en tant que gouverneur. Il accepte finalement en octobre 1800, de nouveau pour une pairie irlandaise et est ainsi nommé gouverneur du cap de Bonne-Espérance. Il change de nouveau d'idée et accepte un poste de maître des paiements commun des forces, recevant par la suite 2731 £. 10s. en salaire, payé par le Trésor du Cap, même s’il n’y est jamais allé. À la fin de l'année, il est créé baron Glenbervie de Kincardine, en Écosse.
Après avoir été commandant adjoint des forces entre 1801 et 1803 et vice-président du Board of Trade entre 1801 et 1804. Il est arpenteur général des bois, forêts, parcs et chasses entre 1803 et 1806 et de 1807 à 1810 puis est devenu le premier commissaire de Eaux et Forêts, lors de la création du nouveau département. Il occupe ce poste jusqu'en 1814.
Lord Glenbervie est également recteur du King's College, à Aberdeen, entre 1805 et 1814.

## Vie privée
En 1789, Lord Glenbervie épouse Catherine Anne, fille aînée de Frederick North. Leur fils unique, Frederick Douglas, siège au Parlement de Banbury entre 1812 et sa mort précoce en 1819. Lady Glenbervie décède en février 1817, à l'âge de 56 ans. Glenbervie lui survit six ans et meurt en mai 1823, à l'âge de 79 ans. Comme il n'a aucun descendant masculin survivant, la baronnie disparaît à sa mort.
En 1795, il est élu membre de la Royal Society of London et en 1806, membre de la Royal Society of Edinburgh, alors qu'il propose Allan Maconochie, Lord Meadowbank, Gilbert Innes et John Playfair.

## Armoiries
|  | Armoiries de Sylvester Douglas, 1er Baron Glenbervie de Kincardine Ecartelé : au 1er d'argent, au coeur de gueules couronné d'or, au chef d'azur à trois étoiles du premier (de Douglas) ; au 2 : d'argent à la écotée de sable, au 3 d'argent à un chef d'or à trois pals de gueules; au 4ème d'azur à trois têtes de sanglier d'argent, à la bordure du même. |